# Понтелатоне (Казерта)
Понтелатоне (итал. Pontelatone) је насеље у Италији у округу Казерта, региону Кампанија.
Према процени из 2011. у насељу је живело 263 становника. Насеље се налази на надморској висини од 136 м.

## Становништво
| 1936. | 1951. | 1961. | 1971. | 1981. | 1991. | 2001. | 2011. |
| ----- | ----- | ----- | ----- | ----- | ----- | ----- | ----- |
| 1.750 | 2.117 | 2.130 | 1.797 | 1.803 | 1.818 | 28    | 1.758 |